# Alice Lardé de Venturino
Alice Lardé de Venturino (29 tháng 6 năm 1895 - 14 tháng 10 năm 1983) là một nhà thơ và nhà văn Salvador. Được quốc tế công nhận cho những bài thơ trữ tình của bà, Lardé cũng xuất bản các tác phẩm khoa học. Bà đã được Hội đồng lập pháp El Salvador và chính phủ Chile công nhận, cả hai đều đã đổi tên thành các đường phố và văn phòng công cộng dưới tên của bà.

## Sự nghiệp
Các ấn phẩm đầu tiên của Lardé xuất hiện trên tạp chí Salvador Espiral spiral năm 1919. Tạp chí được biên tập bởi Miguel Ángel Chacón và em trai bà, Enrique và bà hợp tác với nó vào năm 1922. Năm 1921, bà xuất bản tập thơ đầu tiên, Pétalos del alma (Cánh hoa của linh hồn) ở San Salvador. Vào ngày 16 tháng 7 năm 1924, bà kết hôn với nhà xã hội học Chile, Agustín Venturino  Sách thơ bao gồm Alma viril (Virile soul, 1925), Sangre del trópico (Máu của vùng nhiệt đới, 1925) được xuất bản ở Santiago. Cặp đôi này sớm chuyển đến Buenos Aires, nơi bà tiếp tục viết và xuất bản cho tờ báo Patria. Trong khi bà ở Argentina, bà phục vụ như là một đại biểu cho El Salvador để Encounter Encounter, tổ chức vào năm 1925. Bà cũng hợp tác với các tờ báo Mexico, xuất bản trong El Heraldo, Excélsior, and La Revista de Yucatán. Năm 1927, Lardé là một đại biểu tham dự Đại hội Nữ quyền Quốc tế ủng hộ Hòa bình, được tổ chức tại Brazil. Năm mươi sáu bài thơ của bà được bao gồm trong tập 53 của tuyển tập Poesías: colección las mejores poesías (líricas) de los mejores poetas (Thơ: sưu tập thơ hay nhất (lyric) của các nhà thơ nữ xuất sắc nhất, 1926). Nó, giống như Belleza salvaje (Wild Beauty, 1927) và El nuevo mundo polar (The New Polar World, 1929) được xuất bản ở Tây Ban Nha. Nhà thơ Mexico và thành viên của Học viện Ngôn ngữ Mexico, Juan B. Delgado so sánh kỹ năng của Lardé với những từ tương đương với những lời của Gabriela Mistral hay Alfonsina Storni.
Năm 1939, Lardé được công nhận ở Chile khi cả một thư viện và một trường công lập được đặt tên theo danh dự của bà. Từ những năm 40, nhiều ấn phẩm của bà bao gồm các tác phẩm khoa học bao gồm La dinámica terrestre y sus fenómenos inherentes (The terrestrial dynamics and its inherent phenomena, 1943), ¿Es la electricidad el origen de la vida y de la muerte? (Is electricity the origin of life and death?, 1943), Mi América: Odisea de un Colegial Salvadoreño a través de Centro y Sudamérica (My America: Odyssey of a Salvadoran Scholar through Central and South America, 1946), Fórmulas gráficas prácticas del vitaoculiscopio y oculivita (Practical graphic formulas of vitaoculiscope and oculivita, 1950), La Electricidad: Alma Mater Universal, Fenómenos Cosmológicos y Biopsicológicos, (Electricity: Universal Soul, Cosmological and Psychological Phenomena, 1954), La frigidez sexual de la mujer (The sexual frigidity of women, 1967), El Volumen Poético Antológico Grito al Sol, (The Anthological Poetry Volume Greetings to the Sun, 1983).
Vào tháng 11 năm 1976, Lardé được vinh danh bởi Hội đồng Lập pháp El Salvador và năm 1979, bà được vinh danh bởi Unión de Mujeres Americanas là Người phụ nữ của năm.

### Trích dẫn
1. ↑  Biblioteca Nacional 2017.
2. 1 2 3 4  Vargas Méndez 2003.
3. 1 2 3 4  Sabido Sánchez 2012.
4. ↑  Ticas 2005, tr. 19.
5. ↑  Ticas 2005, tr. 33.
6. ↑  Lardé de Venturino 1927.
7. ↑  Biblioteca América 1992, tr. 453.
8. ↑  Rodríguez & Szurmuk 2015, tr. 478–479.